# Forêt de Fangorn
Pour l'Ent, voir Sylvebarbe.
Fangorn, qui signifie « arbre barbu » en sindarin, est une forêt de fiction issue de l'œuvre de l'écrivain britannique J. R. R. Tolkien, apparaissant notamment dans son roman Le Seigneur des anneaux.

## Histoire et géographie fictives
Située en Terre du Milieu, Fangorn est le reste d'une grande forêt qui couvrait au Premier Âge tout l'Eriador et une partie du Beleriand. Lorsque ce dernier est recouvert par les flots, les Ents s'y réfugient ; la forêt a pris le nom sindarin de son principal gardien, l'un des trois premiers individus de cette espèce, Sylvebarbe.
Au Troisième Âge, à la fin duquel se déroule l'action du Seigneur des anneaux, elle est située à l'extrémité sud-est des Monts Brumeux dans la vallée de l'Anduin, à l'ouest du royaume de Rohan, et à l'est de celui de l'Isengard dirigé par Saroumane le Blanc. La rivière Entalluve (Onodló en sindarin, Entwash en anglais) y prend sa source.

## Dénomination
J. R. R. Tolkien présente ses œuvres comme des « traductions » en anglais contemporain de textes plus anciens. La forêt est nommée Fangorn, qui est le nom sindarin de son principal gardien, nommé « Sylvebarbe » en français (formé sur le latin silva, « forêt », et le mot « barbe ») et « Treebeard » en anglais (formé des mots tree, « arbre », et beard, « barbe »).